# Llista de models de motocicleta fora d'asfalt OSSA
Aquesta és una llista amb els models de motocicleta fora d'asfalt produïts per OSSA al llarg de la seva existència, ordenada cronològicament per l'any de llançament del model. La llista aplega tots els models dissenyats per a disciplines esportives (o per al seu ús) fora d'asfalt produïts mai per la històrica empresa barcelonina Orpheo Sincronic S.A., propietat de la família Giró i desapareguda a mitjan dècada de 1980. No recull, per tant, els models produïts per la nova empresa Ossa Factory, fundada a Girona el 2009.

## Llista de models
| Id. Model                 | Nom                       | Anys                      | Núm. Sèrie                | Unitats | Modalitat     |
| ------------------------- | ------------------------- | ------------------------- | ------------------------- | ------- | ------------- |
| B25                       | Enduro 230                | 1967 - 1968               | B250001                   | 700     | Enduro        |
| B26                       | Stiletto 230              | 1967 - 1968               | B260001                   | 360     | Motocròs      |
| B27                       | Pluma 230                 | 1967 - 1968               | B270001                   | 140     | Trial         |
| B25                       | Enduro 250                | 1969 - 1970               | B250701                   | 4.000   | Enduro        |
| B15                       | Stiletto 175              | 1969 - 1970               | B150001                   | -       | Motocròs      |
| B26                       | Stiletto 250              | 1969 - 1970               | B260361                   | 2.400   | Motocròs      |
| B27                       | Pluma 250                 | 1969 - 1971               | B270141                   | 770     | Trial         |
| B30                       | Enduro 250E/AE71          | 1971                      | B300001                   | 4.250   | Enduro        |
| B35                       | Stiletto MX175            | 1971 - 1973               | B350001                   | 1.200   | Motocròs      |
| B32                       | Stiletto MX250            | 1971 - 1973               | B320001                   | 2.800   | Motocròs      |
| B37                       | Stiletto 250TT            | 1971 - 1973               | B370001                   | 2.400   | Enduro        |
| B34                       | MAR 250                   | 1971 - 1973               | B340001                   | 7.000   | Trial         |
| B30                       | Enduro 250E/AE72          | 1972 - 1973               | B304251                   | 5.400   | Enduro        |
| B38                       | Enduro 250 E73            | 1973 - 1974               | B380001                   | 3.000   | Enduro        |
| B33                       | Explorer 250              | 1973 - 1975               | B330001                   | -       | Trial/"Trail" |
| B22                       | MAR 250/74                | 1973 - 1977               | B220001                   | 6.000   | Trial         |
| B18                       | Phantom 250 AS74          | 1974                      | B180001                   | 2.400   | Motocròs      |
| B16                       | Phantom 125               | 1974 - 1975               | B160001                   | 750     | Motocròs      |
| B17                       | Phantom 175               | 1974 - 1975               | B170001                   | 500     | Motocròs      |
| B11                       | Desert 250                | 1974 - 1978               | B110001                   | 3.000   | Enduro        |
| B18                       | Desert Phantom 250        | 1974 - 1978               | B180001                   | 3.000   | Motocròs      |
| B19                       | Phantom 250 AS75          | 1975                      | B190001                   | 1.300   | Motocròs      |
| B24                       | MAR 350                   | 1975 - 1976               | B240001                   | 1.800   | Trial         |
| B12                       | Enduro 350                | 1975 - 1977               | B120001                   | 2.300   | Enduro        |
| B54                       | Enduro Phantom 125        | 1975 - 1977               | B540001                   | 1.100   | Enduro        |
| B31                       | Super Pioneer 250         | 1975 - 1977               | B310001                   | 2.600   | Enduro        |
| B53                       | Super Pioneer 350         | 1976 - 1977               | B530001                   | 1.600   | Enduro        |
| B24                       | MAR 350/76                | 1976 - 1977               | B241801                   | 800     | Trial         |
| B55                       | Explorer 350              | 1976 - 1978               | B550001                   | -       | Trial/"Trail" |
| B46                       | Phantom 250 AS76          | 1976                      | B460001                   | 800     | Motocròs      |
| B60                       | Phantom 250 AS77          | 1977                      | B600001                   | 500     | Motocròs      |
| B71                       | Trial 350/77 Verda        | 1977 - 1979               | B710001                   | 1.700   | Trial         |
| B72                       | Trial 250/77 Verda        | 1977 - 1979               | B720001                   | 600     | Trial         |
| B47                       | Desert Phantom 250        | 1978                      | B470001                   | -       | Enduro        |
| B60                       | Desert TT                 | 1978 - 1979               | B600001                   | 300     | Enduro        |
| B31                       | Super Pioneer 250/78      | 1978 - 1980               | B313001                   | 1.400   | Enduro        |
| B67                       | Desert 250/79 Fuego       | 1979 - 1980               | B670001                   | 900     | Enduro        |
| B73                       | TR80 350 Groga            | 1980 - 1983               | B730001                   | 4.700   | Trial         |
| B74                       | Desert 350                | 1980 - 1984               | B740001                   | 1.650   | Enduro        |
| B76                       | TR80 250 Carbassa         | 1981 - 1983               | B760001                   | 1.600   | Trial         |
| B79                       | Tu-Yo 350                 | 1982 - 1984               | B790001                   | 1.100   | Trial/"Trail" |
| B9                        | Tu-Yo 250                 | 1982 - 1984               | B90001                    | 550     | Trial/"Trail" |
|                           | Motoball                  | 1983 - 1984               | B60001                    | 25-30   | Motoball      |
| B120                      | Trial 303                 | 1983 - 1985               | B120 001                  | 700     | Trial         |
| Total d'unitats produïdes | Total d'unitats produïdes | Total d'unitats produïdes | Total d'unitats produïdes | 78.070  |               |

Notes
1. ↑  L'Enduro fou presentada inicialment com a Verdugo, tot i que mai no s'arribà a comercialitzar amb aquest nom
2. ↑  La Stiletto fou coneguda també com a Scrambler i Avenger al mercat anglosaxó
3. ↑  La Pluma fou coneguda també com a Plonker, sobretot al mercat anglosaxó
4. ↑  Als EUA se n'hi distribuí de 1971 a 1973 una versió de 175 cc, anomenada Pioneer 175 5V, amb identificador de model B36 i numeració de sèrie B360001.
5. ↑  N'hi hagué una versió de 175 cc per a França
6. ↑  La Super Pioneer fou comercialitzada als EUA com a Mountaineer
7. ↑  Tot i que no n'hi ha gaire informació, el 1978 aparegué una Desert Phantom 250
8. ↑  Coneguda també com a "Phantom TT"

## Resum per model
Tot seguit es llisten els diferents models produïts, ordenats alfabèticament, amb el total de versions i unitats fabricades de cadascun.
| Nom                       | Versions                  | Primera versió            | Darrera versió            | Unitats | Imatge              |
| ------------------------- | ------------------------- | ------------------------- | ------------------------- | ------- | ------------------- |
| Desert                    | 3                         | 1974                      | 1980                      | 5.550   | OSSA Desert         |
| Desert Phantom            | 2                         | 1974                      | 1978                      | 3.000   | OSSA Desert Phantom |
| Desert TT                 | 1                         | 1978                      | 1978                      | 300     |                     |
| Enduro                    | 6                         | 1967                      | 1975                      | 19.650  | OSSA Enduro         |
| Enduro Phantom            | 1                         | 1975                      | 1975                      | 1.100   | OSSA Enduro Phantom |
| Explorer                  | 2                         | 1973                      | 1976                      | -       | OSSA Explorer       |
| MAR                       | 4                         | 1971                      | 1976                      | 15.600  | OSSA MAR            |
| Motoball                  | 1                         | 1983                      | 1983                      | 25-30   | OSSA Motoball       |
| Phantom                   | 6                         | 1974                      | 1977                      | 6.250   | OSSA Phantom        |
| Pluma                     | 2                         | 1967                      | 1969                      | 910     | OSSA Pluma          |
| Stiletto                  | 6                         | 1967                      | 1971                      | 9.160   | OSSA Stiletto       |
| Super Pioneer             | 3                         | 1975                      | 1978                      | 5.600   | OSSA Super Pioneer  |
| TR (Trial)                | 5                         | 1977                      | 1983                      | 9.300   | OSSA TR-80          |
| Tu-Yo                     | 2                         | 1982                      | 1982                      | 1.650   |                     |
| Total d'unitats produïdes | Total d'unitats produïdes | Total d'unitats produïdes | Total d'unitats produïdes | 78.070  |                     |